# Alan Mulally
Alan Roger Mulally (4 de agosto de 1945, Oakland, Califórnia) é um engenheiro e executivo norte americano. Foi Chefe Executivo da Ford Motors Company Corporation de 2006 a 2014, tendo trabalhado anteriormente na Boeing. 

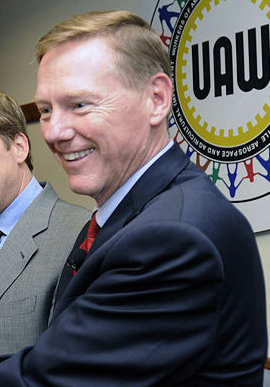
Alan Mulally

Ele é reconhecido como o executivo mais poderoso no mundo dos automóveis. Reconhecido no meio dos negócios como um semideus da economia mundial, Alan Mulally trouxe a Ford novamente aos níveis que seu fundador trouxera no passado, com inovações, com tecnologia e principalmente, uma marca capaz de surpreender seus consumidores.